# Ochotona hoffmanni
Il pica di Hoffmann (Ochotona hoffmanni Formozov, Dmitriev & Yakontov, 1998) è un mammifero lagomorfo della famiglia degli Ocotonidi.
Veniva in passato considerato una sottospecie di Ochotona alpina (Ochotona alpina hoffmanni), ma nel 1996 ne fu decisa una formale separazione dalla specie nominale, culminata due anni dopo nell'elevazione di questa popolazione al rango di specie a sé stante.
Questi animali sono endemici della Mongolia, di cui abita la parte centro-orientale.